# ۱۹۶ (پیش از میلاد)
۱۹۶ (پیش از میلاد) ۱۹۶مین سال قبل از تقویم میلادی است.